# RoboFont
RoboFont est un logiciel de création de caractères typographiques développé par Frederik Berlaen, conçu comme un composant logiciel dans une collection de logiciels de création de caractères au format UFO.
RoboFont utilise les outils AFDKO pour générer les fonctionnalités OpenType.
Il est notamment utilisé par Adobe pour la création de Source Code Pro. 